# Kaj Gottlob
Niels August Theodor Kaj Gottlob (Copenhage, 9 de novembro de 1887 — Copenhage, 12 de maio de 1976) foi um arquiteto dinamarquês e uma das figuras mais importantes do Neoclassicismo e Funcionalismo, tanto como professor da Escola de Arquitetos da Academia Real Dinamarquesa de Belas Artes quanto como um inspetor de construção real. Seus projetos de móveis são exemplos notáveis do modernismo dos anos 1930 na Dinamarca e suas obras arquitetônicas em Copenhagen destacam-se como algumas das peças mais notáveis vistas na paisagem da cidade.

## Biografia
Kaj Gottlob, filho do engenheiro civil, professor-chefe Valdemar Andreas Thorkild Immanuel G. (1843-1927) e Doris Nikoline Juliane Nørholm (1853-1937), nasceu em Copenhage em 9 de novembro de 1887. Em 1905 graduou-se pela Borgerdydskolen em Helgolandsgade e iniciou estudos em filosofia no ano seguinte. Em janeiro de 1907 foi admitido na  Escola de Arquitetos da Academia Real Dinamarquesa de Belas Artes e se formou em arquitetura em 1914. Ele recebeu no ano seguinte a grande medalha de ouro (para a Torre do Farol em Skagen). Durante seus estudos, ele foi membro do Free Architektforening (uma importante associação de arquitetos), onde os jovens arquitetos neoclássicos se conheceram. Ingressou na gestão técnica da prefeitura de Frederiksberg e foi assistente na Hack Kampmann de 1908 a 1920. A partir de 1920 ele concorreu a negócios. Gottlob foi professor na Escola Técnica 1915-17 e assistente na Royal Danish Academy of Fine Arts Building School 1917-24, quando então tornou-se professor.
Em 1926, ele e Anton Frederiksen projetaram a Skt. Lukas Kirken (em português, tradução livre: igreja de São Lucas) em Aarhus, e em 1929 seus planos para a Casa estudantil dinamarquesa em Paris foram construídos. Em Copenhague, entre 1930 e 1950, Gottlob trabalhou na renovação da Knippelsbro (inaugurada em 1937) e da Langebro (inaugurada em 1954), ele esteve atrás de uma das primeiras escolas de aula do país, a Skolen ved Sundet (em português, tradução livre: Escola do Som em Amager) (1937). Mas também Ørstedhus (1934) e Universitetsparken ved Nørre Allé (em português, tradução livre: parque universitário de Nørre Allé ) (1940-1950). Ele também projetou móveis e participou das exposições do grupo de carpintaria de Copenhague.

## Galeria
|  |  |  |
|  |  |  |
|  |  |  |